# 渡辺忠三郎
渡辺 忠三郎（わたなべ ちゅうざぶろう、1860年1月23日（安政7年1月1日） - 1940年（昭和15年）3月）は、大日本帝国陸軍軍人。最終階級は陸軍少将。

## 経歴
越前福井藩領南条郡府中町（福井県南条郡武生町、武生市を経て現越前市）出身。渡辺等の三男、渡辺洪基の弟としてのちの福井県に生まれる。1874年（明治7年）陸軍幼年学校に入ったのち、1877年（明治10年）陸軍士官学校に入学し（旧3期）、1879年（明治12年）12月、陸軍砲兵少尉に任官する。日清戦争では大総督府兵站総監部附として従軍した。
1901年（明治34年）5月、駐米公使館附を経て、同年11月、大佐に進み、陸軍砲工学校教官に転じるが、日露戦争の勃発を受け1904年（明治37年）2月、大本営幕僚部勤務を拝命する。ついで東京砲兵工廠附を経て、1906年（明治39年）7月、函館要塞司令官に補され、1907年（明治40年）11月、陸軍少将に進級と同時に予備役に編入した。晩年は東京市牛込区余丁町（現東京都新宿区余丁町）に住んだ。

## 栄典
位階
- 1889年（明治22年）7月15日 - 正七位[6]

勲章
- 1893年（明治26年）11月29日 - 勲六等瑞宝章[7]
- 1902年（明治35年）5月10日 - 明治三十三年従軍記章[8]

## 親族
- 父：渡辺静庵（福井藩医）
- 長兄：渡辺悌二郎（大正天皇侍医）
- 次兄：渡辺洪基（官僚、政治家）